# Église Saint-Pierre de Bonningues-lès-Calais
L’église Saint-Pierre est située à Bonningues-lès-Calais dans le Pas-de-Calais.
Vers 1110, une église est mentionnée lorsque ses droits sont cédés par Adèle de Selvesse, une des fondatrices d’Ardres, à son oncle Milon premier évêque de Thérouanne.
La partie la plus ancienne de l’édifice actuel est le chœur qui date du XIIe siècle. L'église a été reconstruite en 1619 dans le style roman. Le clocher, s'étant effondré en 1946, a été reconstruit et le toit restauré.
La cloche date de 1528.
Une campagne de restauration a été entreprise en 2001 (chœur et avant-chœur, murs gouttereaux, des voûtes, accès extérieur au clocher, consolidation du beffroi, analyse du retable, nef, poutre de gloire, et vitraux).